# Christus Koningkerk (Gent)
De Christus Koningkerk is een modernistisch kerkgebouw in de Belgische stad Gent. De kerk bevindt zich in de wijk Nieuw Gent op het Rerum Novarumplein aan de Zwijnaardsesteenweg. De kerk werd in 1968 gebouwd, naar ontwerp van Adrien Bressers en Jean Gilson uit 1963.
De bouwvergunning werd verkregen op 15 maart 1965. De werken werden op 16 maart 1967 gegund aan aannemer Van Kerkhove & Gilson. De eerstesteenlegging vond plaats op 22 mei 1968. Op 7 april 1969 werd de kerk ingewijd door de Gentse bisschop Leonce-Albert Van Peteghem.